# Redesconto
Redesconto é uma linha de empréstimo concedida pelo Banco Central do Brasil a outro Banco caso este não consiga, através de captação junto ao público (por meio da emissão de CDB/RDB) ou mercado interbancário (por meio da emissão de CDI), manter sua posição junto ao BC credora ou zerada. A circular do Banco Central do Brasil 3105/2002 disciplinou o redesconto de 1 dia (também chamado de intradia),vinculando-o obrigatoriamente a operações compromissadas com Títulos Públicos Federais. O redesconto, portanto, é um dos instrumentos de política monetária, que servem para dar ou retirar liquidez do mercado.

## Operação de redesconto
A operação de redesconto é o ato de descontar um instrumento de dívida negociável de curto prazo pela segunda vez. Os bancos podem redescontar esses títulos de dívida de curto prazo para auxiliar o movimento de um mercado que tem alta demanda por empréstimos. Quando há baixa liquidez no mercado, os bancos podem gerar caixa redescontando títulos de curto prazo.
Essa operação é uma ferramenta do Banco Central para regular a oferta monetária de um país. Se o Banco Central decide aumentar a taxa de juros de uma operação de redesconto, que é conhecida como taxa de redesconto, fica mais difícil para um banco comercial aumentar sua reserva monetária, diminuindo assim as ativos em circulação. Porém, caso as taxas de juros para essa operação diminuam, é facilitado o empréstimo aos bancos comerciais, aumentando a reserva monetária e facilitando a concessão de crédito à seus clientes.
Embora também seja possível, os procedimentos de redesconto dos bancos centrais podem afetar a demanda por instrumentos públicos, porque o caso de redescontar o papel do governo reduz o custo do serviço da dívida pública, devido ao fato de que os investidores - nessa condição - estão mais dispostos a aceitar rendimentos mais baixos.

## Classificação
O redesconto de um banco central para bancos comerciais pode ser classificado em:
- Redesconto especial: Visa operações específicas, previstas por lei como financiamentos de produtos agrícolas, à exportação de manufaturados, etc... o governo ganha porque incentiva a economia e lucra com impostos em decorrência disto, quem é incentivado também ganha porque recebeu crédito, contudo, o sistema monetário perde por haver intervenção do estado na economia. Deve ser utilizado em casos como o da crise de 1929.[4][3]
- Redesconto de liquidez: ajuda os bancos a lidar com as questões de liquidez[4]